# Glenard P. Lipscomb

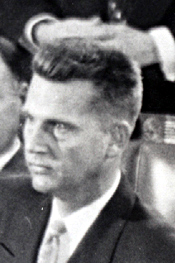
Glenard P. Lipscomb

Glenard Paul Lipscomb (* 19. August 1915 in Jackson, Michigan; † 1. Februar 1970 in Bethesda, Maryland) war ein US-amerikanischer Politiker. Zwischen 1953 und 1970 vertrat er den Bundesstaat Kalifornien im US-Repräsentantenhaus.

## Werdegang
Im Jahr 1920 zog Glenard Lipscomb mit seinen Eltern nach Los Angeles, wo er später die öffentlichen Schulen besuchte. Danach studierte er an der University of Southern California und dem Woodbury College. Seit 1940 war er als Wirtschaftsprüfer tätig. Während des Zweiten Weltkrieges diente er im Finanzkorps der United States Army. Nach dem Krieg begann er als Mitglied der Republikanischen Partei eine politische Laufbahn. Zwischen 1948 und 1953 saß er als Abgeordneter in der California State Assembly. Im August 1956 war er Delegierter zur Republican National Convention in San Francisco, auf der Präsident Dwight D. Eisenhower zur Wiederwahl nominiert wurde.
Nach dem Rücktritt des Abgeordneten Norris Poulson wurde Lipscomb bei der fälligen Nachwahl für den 24. Sitz von Kalifornien als dessen Nachfolger in das US-Repräsentantenhaus in Washington, D.C. gewählt, wo er am 10. November 1953 sein neues Mandat antrat. Nach acht Wiederwahlen konnte er bis zu seinem Tod am 1. Februar 1970 im Kongress  verbleiben. In seine Zeit als Kongressabgeordneter fielen unter anderem der Vietnamkrieg und die Bürgerrechtsbewegung.